# Indianapolis 500 1965

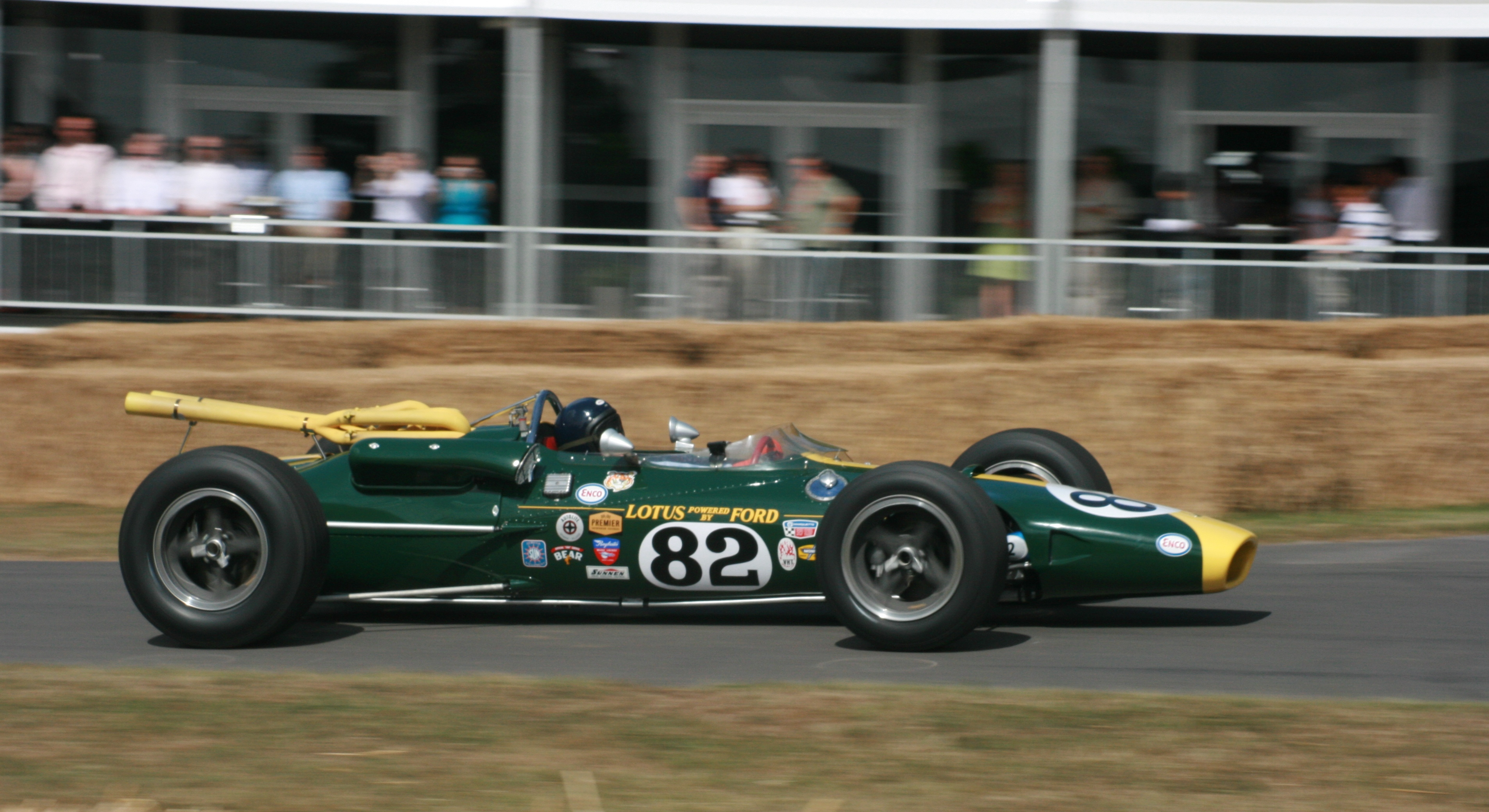
Lotus 38, der Siegerwagen von Jim Clark; hier am Steuer Jackie Stewart beim Goodwood Festival of Speed 2010

Das 49. Indianapolis 500 (offiziell 49th 500 Mile International Sweepstakes) auf dem Indianapolis Motor Speedway fand am 31. Mai 1965 statt.

## Das Rennen
Das Rennen ging über eine Distanz von 200 Runden à 4,023 km, was einer Gesamtdistanz von 804,672 km entspricht. Aus der Pole-Position startete A. J. Foyt (Ansted-Thompson Racing) mit einer Vierrunden-Durchschnittszeit von 3:43.28 Min. oder 161,233 mph (259,479 km/h). Die schnellste Runde im Rennen drehte A. J. Foyt (Ansted-Thompson Racing) in 57,14 Sekunden (157,508 mph). Das Rennen war der dritte Lauf zur USAC-Saison 1965.

## Ergebnisse

### Startaufstellung
| Reihe | Innen          | Mitte             | Außen           |
| ----- | -------------- | ----------------- | --------------- |
| 1     | A. J. Foyt     | Jim Clark         | Dan Gurney      |
| 2     | Mario Andretti | Parnelli Jones    | Billy Foster    |
| 3     | Al Miller II   | Bobby Unser       | Lloyd Ruby      |
| 4     | Bob Veith      | Johnny Rutherford | Len Sutton      |
| 5     | Jim McElreath  | Gordon Johncock   | Mickey Rupp     |
| 6     | George Snider  | Jerry Grant       | Don Branson     |
| 7     | Arnie Knepper  | Jim Hurtubise     | Walt Hansgen    |
| 8     | Bobby Johns    | Roger McCluskey   | Bud Tingelstad  |
| 9     | Ronnie Duman   | Chuck Stevenson   | Joe Leonard     |
| 10    | Eddie Johnson  | Johnny Boyd       | Chuck Rodee     |
| 11    | Masten Gregory | Al Unser          | Bill Cheesbourg |

### Endergebnis
Wetter: sonnig, 27°
| Pos. | Nr. | Name                | Chassis      | Motor       | R | Zeit/Rückstand               | Start | Qualifikation ø 4 Rd. mph |
| ---- | --- | ------------------- | ------------ | ----------- | - | ---------------------------- | ----- | ------------------------- |
| 1    | 82  | Jim Clark           | Lotus 38     | Ford        | F | 3:19:05.340 Std. 150,686 mph | 2     | 160,729                   |
| 2    | 98  | Parnelli Jones (W)  | Lotus 34     | Ford        | F | 200 Rd.                      | 5     | 158,625                   |
| 3    | 12  | Mario Andretti (R)  | Brawner      | Ford        | F | 200                          | 4     | 158,849                   |
| 4    | 74  | Al Miller           | Lotus 33     | Ford        | F | 200                          | 7     | 157,805                   |
| 5    | 76  | Gordon Johncock (R) | Watson       | Offenhauser | F | 200                          | 14    | 155,012                   |
| 6    | 81  | Mickey Rupp (R)     | Gerhardt     | Offenhauser | F | 198                          | 15    | 154,839                   |
| 7    | 83  | Bobby Johns (R)     | Lotus 33     | Ford        | F | 197                          | 22    | 155,481                   |
| 8    | 4   | Don Branson         | Watson       | Ford        | G | 197                          | 18    | 155,501                   |
| 9    | 45  | Al Unser (R)        | Lotus 38     | Ford        | G | 196                          | 32    | 154,440                   |
| 10   | 23  | Eddie Johnson       | Watson       | Offenhauser | F | 195                          | 28    | 153,998                   |
| 11   | 7   | Lloyd Ruby          | Halibrand    | Ford        | G | 184 (Motor)                  | 9     | 157,246                   |
| 12   | 16  | Len Sutton          | Vollstedt    | Ford        | F | 177                          | 12    | 156,121                   |
| 13   | 14  | Johnny Boyd         | BRP          | Ford        | F | 140 (Getriebe)               | 29    | 155,172                   |
| 14   | 53  | Walt Hansgen        | Huffaker     | Offenhauser | F | 117 (Kühlung)                | 21    | 155,662                   |
| 15   | 1   | A. J. Foyt (W)      | Lotus 33     | Ford        | G | 115 (Getriebe)               | 1     | 161,233                   |
| 16   | 5   | Bud Tingelstad      | Lola         | Ford        | F | 115 (Unfall)                 | 24    | 154,672                   |
| 17   | 66  | Billy Foster (R)    | Vollstedt    | Offenhauser | G | 85 (Wasserpumpe)             | 6     | 158,416                   |
| 18   | 18  | Arnie Knepper (R)   | Kurtis Kraft | Offenhauser | F | 80 (Motor)                   | 19    | 154,513                   |
| 19   | 9   | Bobby Unser         | Ferguson     | Novi        | F | 69 (Defekt)                  | 8     | 157,467                   |
| 20   | 52  | Jim McElreath       | Brabham BT12 | Offenhauser | F | 66 (Aufhängung hinten)       | 13    | 155,878                   |
| 21   | 94  | George Snider (R)   | Gerhardt     | Offenhauser | F | 64 (Aufhängung hinten)       | 16    | 154,825                   |
| 22   | 65  | Ronnie Duman        | Gerhardt     | Offenhauser | F | 62 (Aufhängung hinten)       | 25    | 154,533                   |
| 23   | 41  | Masten Gregory (R)  | BRP          | Ford        | F | 59 (Öl-Druck)                | 31    | 154,540                   |
| 24   | 54  | Bob Veith           | Huffaker     | Offenhauser | G | 58 (Motor)                   | 10    | 156,427                   |
| 25   | 88  | Chuck Stevenson     | Kuzma        | Offenhauser | F | 50 (Motor)                   | 26    | 154,275                   |
| 26   | 17  | Dan Gurney          | Lotus        | Ford        | G | 42 (Getriebe)                | 3     | 158,898                   |
| 27   | 48  | Jerry Grant (R)     | Halibrand    | Offenhauser | G | 30 (Elektrik)                | 17    | 154,606                   |
| 28   | 19  | Chuck Rodee         | Halibrand    | Offenhauser | F | 28 (Aufhängung hinten)       | 30    | 154,546                   |
| 29   | 29  | Joe Leonard (R)     | Halibrand    | Ford        | G | 27 (Öl-Leck)                 | 27    | 154,268                   |
| 30   | 25  | Roger McCluskey     | Halibrand    | Ford        | G | 18 (Kupplung)                | 23    | 155,186                   |
| 31   | 24  | Johnny Rutherford   | Halibrand    | Ford        | G | 15 (Aufhängung hinten)       | 11    | 156,291                   |
| 32   | 47  | Bill Cheesbourg     | Gerhardt     | Offenhauser | G | 14 (Elektrik)                | 33    | 153,774                   |
| 33   | 59  | Jim Hurtubise       | Kurtis Kraft | Novi        | F | 1 (Getriebe)                 | 20    | 156,863                   |

(W)=früherer Gewinner / (R)=Rookie

### Führungsrunden
| Fahrer     | Team                   | Anzahl |
| ---------- | ---------------------- | ------ |
| Jim Clark  | Team Lotus (Overseas)  | 190    |
| A. J. Foyt | Ansted-Thompson Racing | 10     |